# Moussy-Verneuil
Moussy-Verneuil är en kommun i departementet Aisne i regionen Hauts-de-France i norra Frankrike. Kommunen ligger  i kantonen Craonne som ligger i arrondissementet Laon. År 2022 hade Moussy-Verneuil 139 invånare.

## Befolkningsutveckling
Antalet invånare i kommunen Moussy-Verneuil
Referens: INSEE